# Cissus obovata
Cissus obovata är en vinväxtart som beskrevs av Vahl. Cissus obovata ingår i släktet Cissus och familjen vinväxter. Inga underarter finns listade i Catalogue of Life.